# Vix vagans
Vix vagans är en mossdjursart som först beskrevs av Thornely 1912.  Vix vagans ingår som enda art i släktet Vix som är enda släktet i familjen Vicidae. Inga underarter finns listade i Catalogue of Life.